# Nipaecoccus armatus
Nipaecoccus armatus är en insektsart som först beskrevs av Hempel 1900.  Nipaecoccus armatus ingår i släktet Nipaecoccus och familjen ullsköldlöss. Inga underarter finns listade i Catalogue of Life.